# La Pampa (província)
La Pampa é uma província do pampa argentino. Com uma extensão territorial de 143.440 km² e população de 329.576 habitantes (censo de 2007) tem como capital a cidade de Santa Rosa.

## Divisão administrativa
A província é dividida em 22 departamentos:

Divisão administrativa da província de La Pampa

- Atreucó (Macachín)
- Caleu Caleu (La Adela)
- Capital (Santa Rosa)
- Catriló (Catriló)
- Chalileo (Santa Isabel (La Pampa))
- Chapaleufú (Intendente Alvear)
- Chical Co (Algarrobo del Águila)
- Conhelo (Eduardo Castex)
- Curacó (Puelches)
- Guatraché (Guatraché)
- Hucal (Bernasconi)
- Lihuel Calel (Cuchillo-Có)
- Limay Mahuida (Limay Mahuida)
- Loventué (Victorica)
- Maracó (General Pico)
- Puelén (25 de Mayo)
- Quemú Quemú (Quemú Quemú)
- Rancul (Parera)
- Realicó (Realicó)
- Toay (Toay)
- Trenel (Trenel)
- Utracán (General Acha)